# Денаг
Денаг (од. 459), била је сасанидска краљица (банбишн). Била је супруга краља (шах) Јездигерда II (в. 438–457) и владала је као краљица регент у Ктесифону  током грађанског рата између њених синова 457-459.

## Живот
Њено порекло је непознато, мада с обзиром на то да су њено име раније користиле сасанидске принцезе, Денаг је можда рођена као члан краљевске породице.
Када је Јездигерд I умро 457., Хормизд III је дошао на престо у Рају. Његов млађи брат Пероз I је, уз подршку моћног михранидског магната Рахама Михрана, побегао у североисточни део царства и почео да подиже војску како би придобио трон за себе. Царство је тако запало у династичку борбу и поделило се; мајка двојице браће, Денаг је привремено владала као регент царства из свог главног града Ктесифона.
Пероз се на крају изојевао победу током борбе и постао нови краљ Сасанидског царства. Хормизд и три члана његове породице су убијени.